# Cancers dus aux goudrons de houille
Le cancer provoqué par les goudrons de houille est reconnu comme maladie professionnelle en France sous certaines conditions.
Cet article relève du domaine de la législation sur la protection sociale et a un caractère davantage juridique que médical.
Les goudrons de houille ont été les premières substances chimiques dont le caractère cancérogène a été observé, dès 1775 par Percivall Pott, auteur d'une étude clinique sur le cancer du scrotum des petits ramoneurs de Londres.  

## Législation enFrance

### Régime général
| Fiche Maladie professionnelle | Fiche Maladie professionnelle | Fiche Maladie professionnelle |
| Ce tableau définit les critères à prendre en compte pour qu'une affection cancéreuse provoquée par les goudrons de houille et les suies de combustion du charbon soit prise en charge au titre de la maladie professionnelle                                                   | Ce tableau définit les critères à prendre en compte pour qu'une affection cancéreuse provoquée par les goudrons de houille et les suies de combustion du charbon soit prise en charge au titre de la maladie professionnelle                                                   | Ce tableau définit les critères à prendre en compte pour qu'une affection cancéreuse provoquée par les goudrons de houille et les suies de combustion du charbon soit prise en charge au titre de la maladie professionnelle                                                   |
| Régime Général. Date de création : 8 mai 1988 | Régime Général. Date de création : 8 mai 1988 | Régime Général. Date de création : 8 mai 1988 |
| Tableau N° 16 bis RG | Tableau N° 16 bis RG | Tableau N° 16 bis RG |
| Affections cancéreuses provoquées par les goudrons de houille, les huiles de houille (comprenant les fractions de distillation dites phénoliques, naphtaléniques, acénaphténiques, anthracéniques et chryséniques), les brais de houille et les suies de combustion du charbon | Affections cancéreuses provoquées par les goudrons de houille, les huiles de houille (comprenant les fractions de distillation dites phénoliques, naphtaléniques, acénaphténiques, anthracéniques et chryséniques), les brais de houille et les suies de combustion du charbon | Affections cancéreuses provoquées par les goudrons de houille, les huiles de houille (comprenant les fractions de distillation dites phénoliques, naphtaléniques, acénaphténiques, anthracéniques et chryséniques), les brais de houille et les suies de combustion du charbon |
| --- | --- | --- |
| Désignation des Maladies | Délai de prise en charge | Liste indicative des principaux travaux susceptibles de provoquer ces maladies |
| - A - Epithéliomas primitifs de la peau. | 20 ans | Travaux comportant la manipulation et l'emploi des goudrons, huiles et brais de houille. |
| | | Travaux de ramonage et d'entretien de chaudières et de cheminées exposant aux suies de combustion du charbon. |
| - B - Cancer broncho-pulmonaire primitif | 30 ans (sous réserve d'une durée d’exposition de 10 ans). | Travaux du personnel de cokerie directement affecté à la marche et à l'entretien des fours. Travaux exposant habituellement à l'inhalation ou à la manipulation des produits précités :                                                                                        |
| | | - Dans les usines à gaz ; - Lors de la fabrication de l'aluminium par électrolyse selon le procédé à anode continue (procédé Söderberg). Travaux de coulée en fonderie de fonte ou d'acier mettant en œuvre des "sables au noir" incorporant des brais ou des "noirs minéraux" |
| - C - Tumeurs bénignes ou malignes de la vessie. | 30 ans (sous réserve d'une durée d’exposition de 10 ans). | Travaux comportant l'emploi et la manipulation des produits précités lors de la fabrication de l'aluminium par électrolyse selon le procédé à anode continue (procédé Söderberg).                                                                                              |
| Date de mise à jour : 10 novembre 1995 | | |

### Régime agricole
| Fiche Maladie professionnelle | Fiche Maladie professionnelle | Fiche Maladie professionnelle |
| Ce tableau définit les critères à prendre en compte pour qu'une affection cancéreuse provoquée par les goudrons de houille et les suies de combustion du charbon soit prise en charge au titre de la maladie professionnelle | Ce tableau définit les critères à prendre en compte pour qu'une affection cancéreuse provoquée par les goudrons de houille et les suies de combustion du charbon soit prise en charge au titre de la maladie professionnelle | Ce tableau définit les critères à prendre en compte pour qu'une affection cancéreuse provoquée par les goudrons de houille et les suies de combustion du charbon soit prise en charge au titre de la maladie professionnelle |
| Régime Agricole. Date de création : 21 août 1993 | Régime Agricole. Date de création : 21 août 1993 | Régime Agricole. Date de création : 21 août 1993 |
| Tableau N° 35 bis RA | Tableau N° 35 bis RA | Tableau N° 35 bis RA |
| AFFECTIONS PROVOQUEES PAR LES GOUDRONS DE HOUILLE, HUILES DE HOUILLE, BRAIS DE HOUILLE ET SUIES DE COMBUSTION DU CHARBON | AFFECTIONS PROVOQUEES PAR LES GOUDRONS DE HOUILLE, HUILES DE HOUILLE, BRAIS DE HOUILLE ET SUIES DE COMBUSTION DU CHARBON | AFFECTIONS PROVOQUEES PAR LES GOUDRONS DE HOUILLE, HUILES DE HOUILLE, BRAIS DE HOUILLE ET SUIES DE COMBUSTION DU CHARBON |
| --- | --- | --- |
| Désignation des Maladies | Délai de prise en charge | Liste indicative des principaux travaux susceptibles de provoquer ces maladies |
| - A - Epithéliomas primitifs de la peau. | 30 ans (sous réserve d'une durée d'exposition de 10 ans) | Travaux comportant la manipulation et l'emploi des goudrons, huiles et brais de houille. |
| - B - Cancer broncho-pulmonaire primitif | 30 ans (sous réserve d'une durée d’exposition de 10 ans). | Travaux de ramonage et d'entretien de chaudières exposant aux suies de combustion du charbon. Travaux de ramonage |
| Date de mise à jour : 19 juin 1998 | | |

### Données professionnelles
Percivall Pott s'est illustré par une étude clinique datant de 1775 sur le cancer du scrotum des petits ramoneurs de Londres.
Ce travail, très novateur pour l’époque, a prouvé pour la première fois qu’une substance chimique (en l’occurrence des résidus de houille imbrûlée contenus dans les suies) pouvait provoquer un cancer par contact cutané prolongé. Il est ainsi considéré comme un précurseur de l’épidémiologie des cancers et il a ouvert la voie aux recherches  dans le domaine de la  cancérogénèse expérimentale. 
Malgré les conséquences sanitaires épouvantables de ces conditions de travail insalubres, il a fallu attendre 1840 pour que le travail de ramoneur soit interdit aux enfants de moins de 10 ans.

### Données médicales
Pour les tumeurs cutanées, il peut s'agir d'épithéliomas basocellulaires ou d'épithéliomas spinocellulaires comme les cas observés par Percivall Pott.
Le rôle des goudrons dans l'apparition des cancers bronchiques et des cancers de la vessie a été largement prouvé, en dehors des risques professionnels puisque ces substances sont les principaux cancérogènes contenus dans la fumée de tabac.

## Sources spécifiques
- (fr) Tableau N° 16 Bis des maladies professionnelles du régime Général
- (fr) Tableau N° 35 Bis des maladies professionnelles du régime Agricole

## Sources générales
- (fr) Tableaux du régime Général sur le site de l’AIMT
- (fr) Tous les tableaux du régime Général
- (fr) Tous les tableaux du régime Agricole
- (fr) Guide des maladies professionnelles sur le site de l’INRS

## Autres liens
- (fr) Maladies à caractère professionnel

## Internationalisation
- (fr) Liste Européenne des maladies professionnelles
- (fr) Liste des maladies professionnelles au Sénégal
- (fr) Liste des maladies professionnelles en Tunisie